# مایکل فیبر (بازیکن فوتبال، زاده ۱۹۹۵)
مایکل فیبر (انگلیسی: Michael Faber؛ زادهٔ ۱۲ مهٔ ۱۹۹۵) بازیکن فوتبال اهل آلمان است.